# Vurpăr, Alba
Vurpăr  (în dialectul săsesc Burprich, Burpriχ, în germană Burgberg, Weinberg, Walbersdorf, în maghiară Borberek) este un sat în comuna Vințu de Jos din județul Alba, Transilvania, România.
La recensământul din 2002 avea o populație de 498 locuitori.

## Monumente
- Ruinele unei cetăți din secolul al XIII-lea (cetatea Vurpăr sau Zebernic).
- Biserica Reformată-Calvină (fortificată), construită în sec. al XIV-lea, în forma actuală din sec. al XV-lea.

## Galerie de imagini

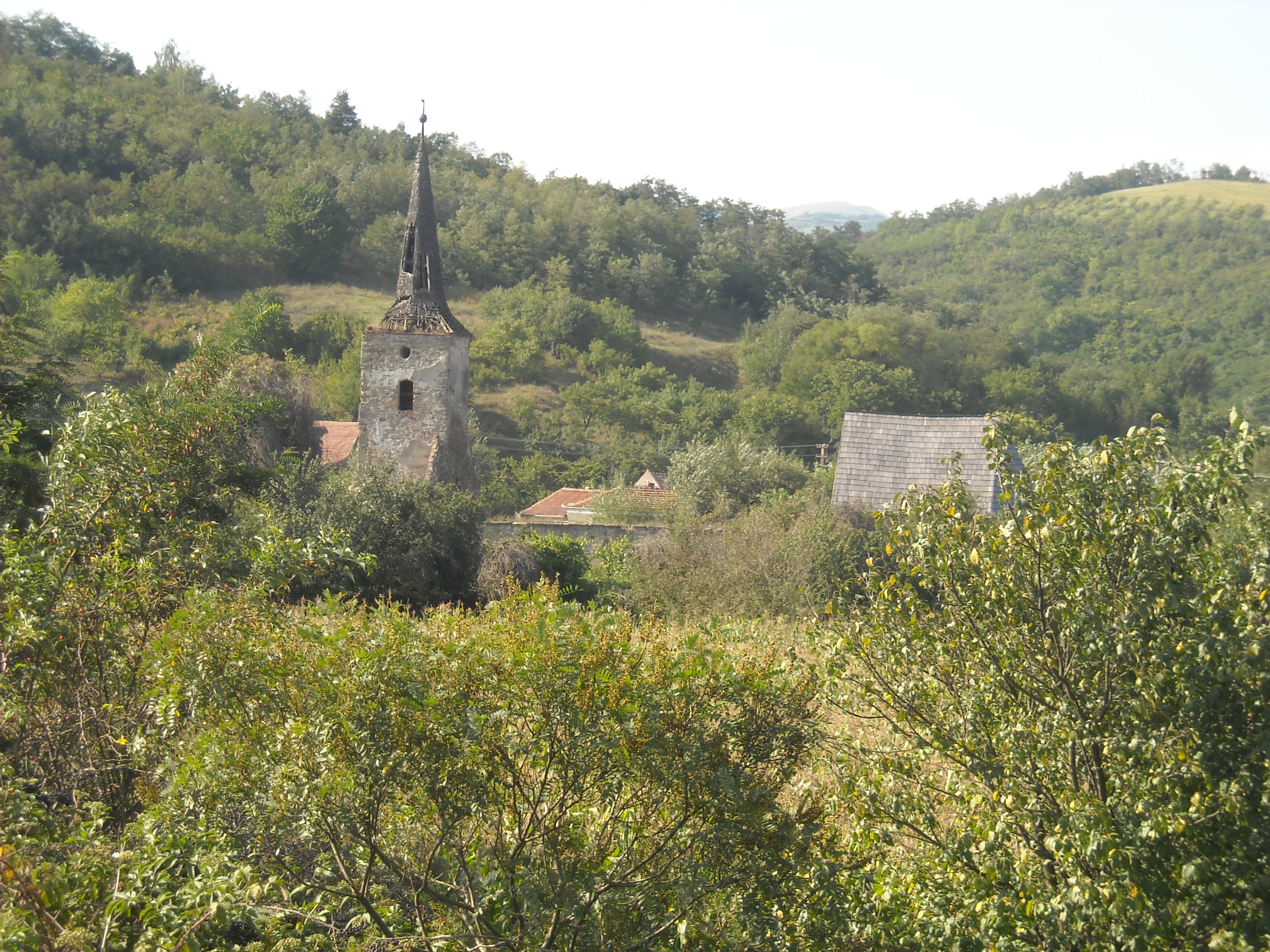